# Wiesengrund
Wiesengrund (em baixo sorábio: Łukojce) é um município da Alemanha, situado no distrito de Spree-Neiße, no estado de Brandemburgo. Tem 50,08 km² de área, e sua população em 2019 foi estimada em 1.364 habitantes.